# Тини
Тините (Thinis, Tinis Thynen, Thynier; старогръцки: Θωνοί = Thynier) са тракийско племе в древна Тракия и Витиния.
Обитавали са терорията най-вече в областите около Салмидесос (днес Мидия, Турция) и Бизантион
През 8 век пр.н.е. те се преселват в Мала Азия, където основават Витиния (Bithynia).
Първите гръцки заселници ги наричат Thyni. Значението на името им не е още изяснено, вероятно произлиза от старогръцката дума θύννος (= паламуд) (на lat.: Thunnus), (Босфорa). 
Известни градове на тините:
- Салмидесос (Salmydessos), царски град на тините на Черноморския бряг, днес Мидия, Турция
- Тиния (Thynia), до Малък Самоков